# NGC 4366
NGC 4366 é uma galáxia elíptica (E?) localizada na direcção da constelação de Virgo. Possui uma declinação de +07° 21' 10" e uma ascensão recta de 12 horas, 24 minutos e 47,0 segundos.
A galáxia NGC 4366 foi descoberta em 13 de Abril de 1784 por William Herschel.